# Lamberto, Senhor de Mônaco
Lamberto Grimaldi (1420 – Março de 1494) foi um Senhor de Mônaco. Ele foi casado com sua prima Cláudia Grimaldi de modo a garantir a família Grimaldi a herança de Mônaco pois devido a constituição do estado, permitia a passagem da herança apenas para herdeiros homens. Lamberto era da parte da família que se assentou em Antibes, enquanto Cláudia era da parte influente da família que governava Mônaco. Neste período, Mônaco ainda não havia atingido o status de principado.
Lamberto lutou para preservar a independência do Mónaco, e é dito ter "manipulado diplomacia e a espada com igual talento".